# Saga Egmont
Saga Egmont är ett bokförlag som grundades 2015 och tillhör den danska koncernen Lindhardt og Ringhofs. Saga Egmont, som huvudsakligen ger ut ljudböcker, har en digital katalog som omfattar närmare 100 000 titlar, däribland över 10 000 utgivna böcker i Sverige.
Deras katalog med svenska titlar sträcker sig från klassiska verk av författare som Agatha Christie och Henning Mankell till bästsäljande författare som Ken Follet, Cecilia Sjögren och Steffen Jacobsen. De producerar även ljudböcker för barn och ljuddrama, med titlar från Disney och Astrid Lindgren, såsom en dramatiserad version av Pippi Långstrump.
Saga Egmont har etablerat sig i flera europeiska länder och är det största ljudboksförlaget i Spanien , samt det näst största i Tyskland efter Penguin Random House. Saga Egmont tillhör Egmont Media Group.

## Kända författare utgivna på Saga Egmont

### A.
- Assar Andersson[11]
- Jeffrey Archer[12]

### B.
- Gunnar Bergdahl[13]
- Ingeborg Björklund[14]
- Maria Bouroncle[15]
- Annette Brandelid[16]
- Charlotte Brontë[17]

### C.
- Barbara Cartland[1]
- Agatha Christie[18]
- Jackie Collins[1]

### D.
- Charles Dickens[19]
- Disney[3]
- Arthur Conan Doyle[20]

### E.
- Karl Eidem[21]
- Lilly Emme[1]
- Andreas Ek[3]
- Erik Eriksson[22]

### F.
- Ida Fryklund[3]
- Ken Follett[3]
- Karin Fossum[3]
- Johanna Frid[23]

### G.
- Kjell E. Genberg[24]
- Siri Gustafsson[25]
- Christina Gustavson[26]

### H.
- Pia Hagmar[27]
- Åsa Hallengård[28]
- Kristina Hasselgren[29]
- Per Herrey[30]
- Nils Hövenmark[31]

### I.
- Anna Ihrén[3]

### J.
- Jerome K Jerome[32]
- Steffen Jacobsen[3]
- Karina Johansson[33]
- Kerstin Johansson[34]

### K.
- Michael Katz Krefeld[3]
- Jonas Hassen Khemiri[1]
- Kim Kimselius[35]

### L.
- Gertrud Lilja[36]
- Sten Lindqvist[37]
- Jack London[38]
- Lotta Lundh[39]
- Evert Lundström[40]

### M.
- Inger Gammelgaard Madsen[41]
- Henning Mankell[42]
- Anders Mathlein[43]
- Katarina Mazetti[44]
- AK Moback[45]
- Henrik Molin[46]

### N.
- Maths Nilsson[47]
- Sakina Ntibanyitesha[48]
- Carlösten Nordmark[49]

### O.
- Aron Olnafors[50]
- Emma Olofsson[3]

### P.
- Sara Paretsky[51]
- Lisbeth Pipping[52]
- Anders Post[53]

### Q.
- Åke Qvarfort[54]

### R.
- Eva Rusz[55]

### S.
- Helena Sigander[56]
- Petronella Simonsbacka[57]
- John Steinbeck[58]
- Sven Christer Swahn[59]
- Michael Swidén[60]

### T.
- Caroline Twamley[61]

### V.
- Jules Verne[62]

### W.
- Niclas Wennerlund[63]
- Peter Westberg [64]
- Lovisa Wistrand[65]
- Elin Wägner[66]

### Z.
- Alexandra Zöbeli[3]